# Roman Končar
Roman Končar, slovenski igralec, producent, scenarist, režiser, podjetnik in novinar, * 26. december 1959, Ljubljana, Slovenija.

## Življenjepis
- 26.december 1959, rojen, v Ljubljani, v "ta stari" porodnišnici
- Osnovna šola Majde Vrhovnik, Ljubljana - prva štiri leta osnovnošolskega izobraževanja
- Osnovna šola Trnovo, Ljubljana - druga štiri leta osnovnošolskega izobraževanja
- Šubičeva gimnazija, Ljubljana
- 1985 - diploma iz dramske igre na AGRFTV, Ljubljana
- 1985-1999 - član igralskega ansambla SNG Drama Ljubljana, kjer je zadnjič ustvarjal v sezoni 1994/95 v uprizoritvi Uganke korajže.
- 1999-2002 - svobodni poklic

Od leta 1992 je lastnik produkcijskega podjetja Dogodek d.o.o. (pred tem Timaro productions), ki je med drugim ustvarilo tudi dva slovenska celovečerna kinematografska filma. Od 2010 je lastnik tudi  produkcijskega podjetja Kamelar d.o.o..
- 2002-2007 - ustanovitelj in umetniški vodja gledališča Mojteater, Ljubljana
- 2018 je zaradi dolgov pristal v osebnem stečaju.

Poročen je bil z Majo Končar, hčerko Majde in vnukinjo Lojzeta Potokarja, ima tri hčere: Tinkaro (1986), Mojko (1999) in Lizo (2002).

## Priznanja
- Priznanje z Zlato značko Zavoda za slepo in slabovidno mladino ob 75-letnici, 1995
- Nagrada »Viktor - za posebne dosežke«, 1995
- Priznanje »Zlata rola« za celovečerni film »Pozabljeni zaklad«, 2003
- Priznanje »Srebrni DVD« za film »Dvojne počitnice«, 2007
- Priznanje »Srebrni DVD« za film »Pozabljeni zaklad«, 2007
- Podelitev naziva »Častni član« Kluba tajnic in poslovnih sekretarjev Ljubljana-Okolica, 2009
- Bronasti znak Policije za SODELOVANJE, 2009
- Priznanje ob 25.letnici glasila »Delavec v obrti«, 2009
- Nagrada za NAJBOLJŠE BESEDILO na 1. cvičkovem festivalu narodno-zabavne glasbe,Novo mesto 2011
- Priznanje »Zlati DVD« za film »Pozabljeni zaklad«, 2011
- Podelitev naziva »Častni član« Vinogradniško-turističnega društva Gadova peč, 2012
- Priznanje »Zlati DVD« za film »Dvojne počitnice«, 2013
- Zlati znak Policije za SODELOVANJE, 2022

## Filmi
- Leta odločitve (r. Boštjan Vrhovec),
- Ljubezen (r. Rajko Ranfl),
- Doktor (r. Vojko Duletič)),
- Dediščina (r. Matjaž Klopčič),
- Poletje v školjki (r. Tugo Štiglic),
- Kavarna Astoria (r. Jože Pogačnik),
- Odpadnik (r. Božo Šprajc),
- Decembrski dež (r. Božo Šprajc),
- Čisto pravi gusar (r. Anton Tomašič),
- Heretik (r. Andrej Stojan),
- Do konca in naprej (r. Jure Pervanje),
- Rabljeva freska (r. Anton Tomašič),
- Tantadruj (r. Tugo Štiglic),
- Pet majskih dni (r. Franci Slak),
- Patriot (r. Tugo Štiglic),
- Dvojne počitnice (r. Tugo Štiglic),
- Pozabljeni zaklad (r. Tugo Štiglic),
- Zvesti prijatelji (r. Franc Arko),
- Vlomilci delajo poleti (r. Roman Končar),
- Zakleta bajta (r. Roman Končar),
- Princ na belem konju (r. Roman Končar)

## Televizija
vse TV Slovenija:
- PODNAJEMNIKI: r. Igor Šmid,
- INTERNAT: r. Talal Hadi,
- EKVINOKCIJ: r. Fran Žižek,
- GALLUS: r. Fran Žižek,
- Primer Feliks Langus ali Kako ujeti svobodo: r. Anton Tomašič,
- PISMA: r. Mirč Kragelj,
- POSEL JE POSEL: r. Jurij Korenc,
- Pripovedke iz medenega cvetličnjaka: r. Božo Šprajc,
- NEKJE ŽIVI CENKA: r. Andrej Stojan,
- SKRITI PRED SOSEDI: r. Igor Šmid,
- NASMEHI: r. Franci Slak,
- VRTNICE IN KAKTUSI: r. Slavko Hren,
- BRONASTI VIJAK: r. František Karoch,
- Predsednik: r. Anton Tomašič,
- Korak čez: r. Igor Šmid,
- MRTVI SO SVOBODNI: r. Anton Tomašič,
- KDO BO KOGA: r. Igor Šmid,
- Hči mestnega sodnika: r. Andrej Stojan,
- RAZJARNIKOVI: r. Igor Šmid,
- DOSJE J.K.: r. Anton Tomašič,
- KLAN: r. Anton Tomašič,
- ZVESTI PRIJATELJI: r. Franci Arko,
- SPREHODI PO STARI LJUBLJANI: r. Igor Šmid,
- PRI PERISKOPOVIH: r. Igor Šmid,
- VESELI KABARET: r. Igor Šmid
- POD KLOBUKOM: r. Igor Šmid
- DVOJNE POČITNICE TV nadaljevanka  r. Tugo Štiglic
- POZABLJENI ZAKLAD TV nadaljevanka r. Tugo Štiglic
- VLOMILCI DELAJO POLETI TV nadaljevanka r. Roman Končar
- ZAKLETA BAJTA TV nadaljevanka r. Roman Končar
- DUHEC TV nadaljevanka: r. Jure Pervanje
- PRINC NA BELEM KONJU  TV nadaljevanka r. Roman Končar
- Drobtinice prestolnice, oddaja o lokalnih dogodkih Kamelar d.o.o. za Vaš kanal d.o.o.
- Kulinarična vandranja, ciklus 19ih poljudnih tv oddaj Posnetek d.o.o. za TV3

## Radio
169 vlog (vse Radio Slovenija),
Stopard, Hamlet: RAI, Trst,
- Cvetobir za srčni mir - samostojna radijska nedeljska oddaja za Radio Univox, Kočevje (v letu 2020 udejanjenih 52 avtorskih oddaj; scenarist, režiser, interpret besedilnih delov, producent)

## Sinhronizacije TV
Risane serije FRAČJI DOL, BISKVITKI, SMRKCI, MIKI MOUSE, MUPPET SHOW……,

## Sinhronizacije filmov
- »Divji valovi«, animirani film,
- »Madagaskar 2«, animirani film
- »Turbo«, animirani film

## Gledališče
48 premiernih uprizoritev, 48 vlog, najpomembnejše :
- Brecht :   	Malomeščanska svatba, r. Edvard Miler		Drama SNG Ljubljana (pet glavnih nagrad na Festivalu malih odrov v Sarajevu, nagrada za najboljšo predstavo na BITEF-u v Beogradu, gostovanje na festivalih v Španiji in Koreji; čez 100 ponovitev!)),
- Feydeau :	Dama iz Maxima, r. Vinko Moderndorfer		Drama SNG Ljubljana (ena najuspešnejših in najdonosnejših predstav ljubljanske Drame SNG, čez 150 ponovitev),
- Mihajlovič :Ko so cvetele buče, r. Vinko Moderndorfer		Drama SNG Ljubljana,
- Moliere :	Svatba po sili, r. Vinko Moderndorfer		Drama SNG Ljubljana (čez 100 ponovitev),
- Turrini (po Goldoniju) : Trg v Benetkah, r. Dušan Mlakar		Drama SNG Ljubljana,
- Filipčič :		Altamira, r. Vito Taufer		Drama SNG Ljubljana,
- Jovanovič :		Don Juan na psu, r. Dušan Jovanovič	Drama SNG Ljubljana,
- Smole :		Antigona, r. Meta Hočevar: Drama SNG Ljubljana,
- Jovanovič :		Uganka korajže, r. Meta Hočevar		Drama SNG Ljubljana,
- Von Horvath :	Vera, upanje, ljubezen, r. Martin Kušej		Drama SNG Ljubljana,
- Gogolj :		Kvartopirci, r. Georgij Paro		Drama SNG Ljubljana,
- Shakespeare :		Sen kresne noči, r. Mile Korun		Drama SNG Ljubljana,
- Pribzibyevska:	Dantonov primer, r. Janez Pipan: Drama SNG Ljubljana,
- Jančar :	Veliki briljantni valček, r. Zvone Šedlbauer	Drama SNG Ljubljana,
- Turgenjev :	Mesec dni na kmetih, r. Zvone Šedlbauer		Drama SNG Ljubljana,
- Cankar :	Za narodov blagor, r. Boris Kobal		Drama SNG Ljubljana,
- Kreft :	Kranjski komedijanti, r. Jože Babič		Drama SNG Ljubljana,
- Shakespeare :	Henrik IV, r. Georgij Paro: Drama SNG Ljubljana,
- Goldoni :	Počitniška trilogija, r. Mario Uršič		Drama SNG Ljubljana,
- Shakespeare :	Komedija zmešnjav, r. Zvone Šedlbauer		Drama SNG Ljubljana,
- Cankar :	Hlapci, r. Boris Kobal		   Stalno slovensko gledališče Trst,
- Wilder :	Ženitna mešetarka, r. Branko Kraljevič	     Drama SNG Maribor (čez 100 ponovitev),
- Bray :	Zbor, r. Matjaž Zupančič:   EG Glej,
- Sherman :	Rožnati trikotnik, r. Vinko Moderndorfer          EG Glej,
- Štih :	Čakanje v vasi Čekanje, r. Tone Peršak	          EG Glej,
- Grgić :	Juhica, r. Roman Končar:      Mojteater (čez 100 ponovitev!),
- Grgić :	Ljubo dama kdor ga ima, r.Marjan Bevk	     Mojteater,
- Grgić :	Sarmica, r.Roman Končar		             Mojteater,
- Camolleti :   Pižama za šest, r.Marjan Bevk                Mojteater,
- Končar:       Iščem moža v sebi, r.Roman Končar            monodrama
- Gavran: Trpimir - izpoved normalnega norčka, r.Roman Končar, monokomedija, Vašteater
- in druge.....

## Dramatika
1.Za oder gledališča »Studenec« (Kulturno društvo »Škocjan« (pri Domžalah)) v letu 2009 spisal priredbo gledališke igre Josipa Ogrineca »V Ljubljano jo dajmo« (poleg spisal še besedila osmih novih pesmi, katere je potem za predstavo uglasbil prof.Tomaž Habe)
2.Za oder gledališča »Studenec« (Kulturno društvo »Škocjan« (pri Domžalah)) v letu 2010 spisal dramatizacijo po romanu Franca Saleškega Finžgarja »Pod svobodnim soncem« (poleg spisal še osemnajst novih pesmi, katere je potem za predstavo uglasbil prof.Tomaž Habe)
3.Za oder gledališča »Studenec« (Kulturno društvo »Škocjan« (pri Domžalah)) v letu 2011 spisal dramatizacijo in priredbo dela Georgesa Feydeauja »Dama iz Maxima« (poleg spisal še devet novih pesmi, katere je za predstavo uglasbil Slavko Avsenik ml.)
4.Spisal izvirno monodramo "Iščem moža v sebi" (premierna uprizoritev na festivalu "Letni oder Ruše", 19.avgusta 2011)
5.Za oder gledališča »Studenec« (Kulturno društvo »Škocjan« (pri Domžalah)) v letu 2012 spisal dramatizacijo in priredbo dela Jaroslava Haška »Prigode dobrega vojaka Švejka« (poleg spisal še osem novih pesmi, katere je za predstavo uglasbil Slavko Avsenik ml.)
6.Za oder gledališča »Studenec« (Kulturno društvo »Škocjan« (pri Domžalah)) v letu 2013 delno sopriredil delo Frana Milčinskega »Butalci« (predvsem spisal nove pesmi, njih enajst, katere je za predstavo uglasbil Slavko Avsenik ml.)
7.Za oder gledališča »Studenec« (Kulturno društvo »Škocjan« (pri Domžalah)) v letu 2014 spisal komedijo (s petjem) »Veselica v dolini tihi« (premierna uprizoritev: 18. julij 2014)
8.Za oder gledališča »Društva Blaž Potočnikova čitalnica« (Ljubljana Šentvid) v letu 2016 spisal dramolet (s petjem) »En godec nam gode - Lojze Slak«, po motivih istoimenske knjige Ivana Sivca (premierna uprizoritev 08.februar 2017)

## Scenariji
- TV nadaljevanka Kdo bo koga, r. Igor Šmid, TV Slovenija,
- celovečerni film in TV nadaljevanka Pozabljeni zaklad, r. Tugo Štiglic, 2002 (soscenarist), TV Slovenija in Timaro productions
- TV musical Veseli kabaret, r. Igor Šmid, TV Slovenija
- TV film in nadaljevanka Vlomilci delajo poleti (po istoimenskem romanu Ivana Sivca), r. Roman Končar (realizacija 2010), TV Slovenija in Dogodek d.o.o.
- TV film in nadaljevanka Zakleta bajta (po istoimenskem romanu Ivana Sivca), r. Roman Končar (realizacija 2011), TV Slovenija in Kamelar d.o.o.
- TV film in nadaljevanka Princ na belem konju (po istoimenskem romanu Ivana Sivca), r. Roman Končar (realizacija 2012, predvajana najprvo TV nadaljevanka 2016), TV Slovenija in Kamelar d.o.o.
- TV film in nadaljevanka Dolenjska naveza, 2012
- Celovečerni igrani družinski film, romantična ljudska komedija s petjem in plesom "Veselica v dolini Tihi", prodkukcija LK PRODUKCIJA, d.o.o., 2024/2025

## Prevodi
Prevedel dramske tekste :
- Milan Grgić :		»Juhica«,
- Milan Grgić :		»Ne daj se Njofra« (poslovenil v »Ljubo doma kdor ga ima«),
- Milan Grgić :		»Sarmica«,
- Miro Gavran :         »Traži se novi suprug« (poslovenil v »Iščem moža«)
- Miro Gravran: »Najposlušniji bolesnik Trpimir« (poslovenil v »Trpimir - izpoved normalnega norčka«)
- Fadil Hadžić :        »Dvije žene i jedan muškarac« (poslovenil v »Dve na enega«)"

## Režija
Režiral predstave :
- Grgić :		»Juhica«,
- Grgić :		»Sarmica«,
- Moliere :	»L improvissations«
- Končar :              »Iščem moža v sebi«
- Gavran: »Trpimir - izpoved normalnega norčka«
- Hadžić: "Dve na enega"

Režiral filme, tv nadaljevanke:
- »Vlomilci delajo poleti« (celovečerni tv film in 3-delna tv nadaljevanka), 2009/2010
- »Zakleta bajta« (celovečerni tv film in 3-delna tv nadaljevanka), 2010/2011
- »Princ na belem konju« (celovečerni tv film in 3-delna tv nadaljevanka, 2011/2012

## Novinarstvo
- v letih 2004 do 2008 bil glavni in odgovorni urednik štirinajstdnevnika "Domžurnal". Zanj spisal vsaj 100 različnih člankov.
- spisal 54 intervjujev, poimenovanih "Rojstnodnevnosti z darilom", Slovenske novice, 54 dni zaporedoma, v poletnih mesecih leta 2015
- spisal že več kot 95 člankov za stalno rubriko "Stare, dobre gostilne na Slovenskem", Nedeljski dnevnik
- spisal več kot 90 člankov za stalno kolumno "Končarjevi zapiski", objavljana v časopisu "Nedeljske slovenske novice"

## Glasba
"Oda cvičku" (besedilo + glasba) - spisal za Ansambel "Skala" 
(prva nagrada občinstva na 1.cvičkovem festivalu narodno-zabavne glasbe; 
nagrada za najboljše besedilo na 1.cvičkovem festivalu narodno-zabavne glasbe;
najboljša narodno-zabavna skladba leta - Radio "Veseljak")
'"Poslednji valček" (besedilo + glasba) - spisal za Ansambel "Skala";
"Števerjan" (besedilo + glasba) - spisal za Ansambel "Skala";
"Jubav jedina" (besedilo + glasba) - spisal za Klapo "Bonaca";
"Pisma mojega mornarja" (besedilo + glasba) - spisal za Zorana Cilenška